# Frank Dobson (sculpteur)
Pour les articles homonymes, voir Frank Dobson.
Frank Owen Dobson, né le 18 novembre 1886 ou le 18 novembre 1888 à Londres et mort le 22 juillet 1963 dans la même ville, est un sculpteur britannique.

## Biographie
D'après Neville Jason, Frank Owen Dobson est né le 18 novembre 1886 dans l'hôpital Queen Charlotte's and Chelsea Hospital (en) à Marylebone Road (en) à Londres. Selon l'Encyclopædia Britannica, il est né 18 novembre 1888. Il est le fils de Frank Dobson (1857-1900), un artiste, et de son épouse, Alice Mary Owen. Ses parents vivent au 7 Acton Street à Clerkenwell dans le Grand Londres. Il rejoint la Leyton Technical School à l'âge de onze ans. Son père meurt lorsqu'il a quatorze ans. De 1900 à 1902 il étudie à la Leyton School of Art. De 1902 à 1904 il travaille en tant qu'assistant pour William Reynolds-Stephens (en). Il se consacre d'abord principalement à la peinture, puis après la première guerre mondiale, se tourne de plus en plus vers la sculpture. Durant cette guerre, il est un membre du régiment Artists' Rifles. Dans les années 1920 et 1930, il est un membre important de l'avant-garde britannique, et avec Henri Gaudier-Brzeska et Jacob Epstein, il représente en Grande-Bretagne et dans le monde le meilleur et le plus avancé dans la sculpture britannique.
Frank Dobson est professeur de sculpture au Royal College of Art de 1946 à 1953 et est élu cette dernière année 
Royal Academician .
Il est mort le 22 juillet 1963 dans sa ville natale,.
Sa réputation a été éclipsée par le modernisme mais elle revient maintenant (2011), il est reconnu comme l'un des personnages clés de la sculpture britannique du XXe siècle.

#### Ouvrages utilisés comme sources
- (en) Harry Ashmore (en), Encyclopædia Britannica : A New Survey of Universal Knowledge, vol. 7, Encyclopaedia Britannica, 1961 (lire en ligne), p. 465
- (en) « Frank Dobson », extrait de la notice dans le dictionnaire Bénézit , sur Oxford Art Online, 2011 (ISBN 9780199773787)
- (en) Ian Chilvers, The Oxford Dictionary of Art, Oxford University Press, 10 juin 2004, 816 p. (ISBN 978-0-19-860476-1, lire en ligne), p. 211
- (en) Ian Chilvers et John Glaves-Smith, A Dictionary of Modern and Contemporary Art, Oxford, Oxford University Press, 2009, 776 p. (ISBN 978-0-19-923965-8, lire en ligne), p. 195
- (en) Ian Chilvers, The Oxford Dictionary of Art and Artists, Oxford, Oxford University Press, 2009, 694 p. (ISBN 978-0-19-953294-0, lire en ligne), p. 180-181
- (en) Neville Jason, Frank Dobson et Lisa Thompson-Pharoah, The sculpture of Frank Dobson, Fondation Henry Moore en association avec Lund Humphries, 1994, 168 p. (ISBN 978-0-85331-641-1, lire en ligne)
- (en) Neville Jason, Oxford Dictionary of National Biography, Oxford University Press, 2004 (ISBN 978-0-19-861412-8, lire en ligne)
- (en) Nick Rennison, London Blue Plaque Guide, The History Press, 29 mai 2009, 4e éd., 300 p. (ISBN 978-0-7524-9996-3, lire en ligne)
- (en) Derek Sumeray et John Sheppard, London Plaques, Bloomsbury Publishing, 20 août 2011, 304 p. (ISBN 978-0-7478-0940-1, lire en ligne), p. 184
- (en) Frances Spalding et Judith Collins, 20th century painters and sculptors, Antique Collectors' Club, 1991, 482 p. (ISBN 978-1-85149-106-3, lire en ligne), p. 147
- (en) Stephen Ely Tabachnick, Lawrence of Arabia : An Encyclopedia, Greenwood Press, 2004, 248 p. (ISBN 978-0-313-30561-0, lire en ligne), p. 48

#### Autres ouvrages
- (en) Mel Byars, The Design Encyclopedia, L. King Pub., 1er janvier 2004, 832 p. (ISBN 978-0-87070-012-5), p. 191
- (es) Ian Chilvers, Diccionario del arte del siglo XX, Editorial Complutense, 2001, 881 p. (ISBN 978-84-7491-600-3, lire en ligne), p. 234
- (en) Helen Langdon, Art Galleries of the World, Pallas Athene, 2002, 527 p. (ISBN 978-1-873429-46-4), p. 487
- (ro) Constantin Prut, Dicţionar de artă modernă şi contemporană, Polirom, 2 février 2016, 934 p. (ISBN 978-973-46-5780-3, lire en ligne)
- (en) The Encyclopedia Americana, vol. 9, Grolier, 1992, 26 p. (ISBN 978-0-7172-0123-5, lire en ligne), p. 226